# Andy Johns
Andy Johns (Epsom, 1 januari 1952 – Los Angeles, 7 april 2013) was een Brits geluidstechnicus en muziekproducer. Johns werkte onder andere aan de bekende albums Led Zeppelin IV van Led Zeppelin en Exile on Main St. van de Rolling Stones.
Johns overleed in 2013 op 61-jarige leeftijd.